# Tutto cambia
Tutto Cambia è un album discografico di Teresa De Sio.

## Tracce
1. Tutto cambia (3:58) (Julio Numhauser)
2. Non dormo mai tutta la notte (4:10) (Teresa De Sio)
3. L'amore assoluto (3:54) (Teresa De Sio)
4. Inno nazionale (3:40) (Luca Carboni)
5. Sulla violenza e sulla speranza (0:59) (Teresa De Sio)
6. Basso impero (6:09) (Teresa De Sio)
7. Padroni e bestie (4:58) (Teresa De Sio)
8. Na strada miezzo o mare (5:24) (Fabrizio De André/Mauro Pagani)
9. Brigantessa (4:03) (Teresa De Sio)
10. Lu brigante (5:57) (Domenico Modugno)
11. Canta cu me (4:11) (Teresa De Sio)
12. Scioscia popolo (4:36) (Eduardo De Filippo/Domenico Modugno)

## Formazione
- Teresa De Sio - voce, chitarra acustica
- Max Rosati - chitarra acustica, chitarra classica, ukulele, chitarra slide, chitarra a 12 corde, chitarra elettrica
- Pasquale Angelini - batteria
- Umberto Papadia - tamorra, shaker
- Edigio Marchitelli - chitarra acustica, mandolino
- Mario Guarini - basso
- Luca Trolli - batteria
- Vittorio Longobardi - basso
- Her - violino
- Roberto Izzo - violino
- Stefano Cabrera - violoncello
- Raffaele Rebaudengo - viola
- Francesca Rapetti - flauto
- Raffaella Misiti - cori